# Piflutyksol
Piflutyksol, piflutiksol – organiczny związek chemiczny, pochodna tioksantenu, zsyntetyzowana w laboratoriach firmy farmaceutycznej H. Lundbeck. 
Jego działanie przeciwpsychotyczne jest długotrwałe (20 razy dłuższe w porównaniu z flufenazyną) i występuje po przyjęciu małych dawek. Wykazuje silny antagonizm wobec dopaminy i noradrenaliny oraz zdolność silnego hamowania sztucznie wywołanej hipertermii. Potencjalny neuroleptyk, dotychczas nie został wprowadzony do lecznictwa. 